# Furina barnardi
Furina barnardi là một loài rắn trong họ Rắn hổ. Loài này được Kinghorn mô tả khoa học đầu tiên năm 1939.